# Адміністративний устрій Горлівського району
Адміністративний устрій Горлівського району — адміністративно-територіальний поділ Горлівського району Донецької області на 1 громаду міста обласного значення, 9 територіальних громад, які об'єднують 133 населених пунктів. Адміністративний центр — місто Горлівка, що є містом обласного значення і до складу району не входить.

## Список громадГорлівського району
| № | Назва                        | Центр          | Населені пункти | Площа км²  | Місце за площею | Населення (2001), чол. | Місце за населенням |
| - | ---------------------------- | -------------- | --- | ---------- | --------------- | ---------------------- | ------------------- |
| 1 | Горлівська міська громада    | м. Горлівка    | м. Горлівка с-ще Гольмівський с. Михайлівка с-ще Озерянівка с-щеПантелеймонівк с-ще П'ятихатки с. Рясне с-ще Ставки с-ще Федорівка с-ще Широка Балка | 73 км²     |                 | 74 691 осіб            |                     |
| 2 | Вуглегірська міська громада  | м. Вуглегірськ | м. Вуглегірськ с-ще Булавине с-ще Булавинське с. Весела Долина с-ще Грозне с-ще Данилове с-ще Іллінка с-ще Кам'янка с-ще Каютине с-ще Олександрівське с-ще Оленівка с-ще Ольховатка с-ще Прибережне с-ще Рідкодуб с-ще Савелівка с-ще Ступакове | 115,73 км² |                 |                        |                     |
| 3 | Дебальцівська міська громада | м.Дебальцеве   | м. Дебальцеве с. Дебальцівське с. Калинівка с. Логвинове с. Новогригорівка с. Нижнє Лозове с. Санжарівка |            |                 |                        |                     |
| 4 | Єнакієвська міська громада   | м. Єнакієве    | м. Єнакієве м. Бунге с. Авіловка с. Верхня Кринка с-ще Дружне с-ще Корсунь с. Кринички с. Новоселівка с. Путепровід с-ще Софіївка с-ще Старопетрівське с. Шапошникове с. Шевченко с-ще Щебенка |            |                 |                        |                     |
| 5 | Жданівська міська громада    | м. Жданівка    | м. Жданівка с-ще Вільхівка с-ще Молодий Шахтар с. Розівка с. Шевченко |            |                 |                        |                     |
| 6 | Сніжнянська міська громада   | м. Сніжне      | м. Сніжне с-ще Андріївка с-ще Балка с-ще Бражине с. Верхній Кут с-ще Гірницьке с. Дібрівка с. Дмитрівка с-ще Залісне с. Зрубне с-ще Кожевня с-ще Лиманчук с. Латишеве с-ще Молчалине с. Мануйлівка с. Маринівка с-ще Никифорове с-ще Первомайське с-ще Первомайський с. Передерієве с. Петрівське с-ще Побєда с. Розсипне с. Саурівка с. Степанівка с-ще Сєверне с-ще Сухівське с. Тарани с. Червона Зоря с. Чугуно-Крепинка |            |                 |                        |                     |
| 7 | Хрестівська міська громада   | м. Хрестівка   | м. Хрестівка с. Веселе с. Відродження с-ще Кумшацьке с. Комишатка с. Красний Луч с. Круглик с. Малоорлівка с. Михайлівка с. Нікішине с. Новоорлівка с-ще Польове с. Петропавлівка с-ще Рідкодуб с. Розсипне с-ще Славне с-ще Степне с. Стіжкове с. Стрюкове с. Сулинівка с. Тимофіївка с. Шевченко |            |                 |                        |                     |
| 8 | Чистяківська міська громада  | м. Чистякове   | м. Чистякове с-ще Балочне с. Грабове с-ще Пелагіївка с-ще Розсипне с. Рівне | 112 км²    |                 |                        |                     |
| 9 | Шахтарська міська громада    | м. Шахтарськ   | м. Шахтарськ с-ще Вікторія с-ще Вінницьке с. Велика Шишівка с-ще Гірне с-ще Дорофієнко с-ще Дубове с-ще Зарічне с-ще Зарощенське с-ще Захарченко с-ще Зачатівка с-ще Кищенко с-ще Контарне с-ще Куликівське с-ще Лобанівка с-ще Молодецьке с-ще Садове с-ще Сердите с-ще Стіжківське с. Тернове с-ще Чумаки с. Шапошникове                                                                                                   |            |                 |                        |                     |

## Список радГорлівського району
| №  | Назва                          | Центр                | Населені пункти                                                                     | Площа км² | Місце за площею | Населення (2001), чол. | Місце за населенням |
| -- | ------------------------------ | -------------------- | ----------------------------------------------------------------------------------- | --------- | --------------- | ---------------------- | ------------------- |
| 1  | Горлівська міська рада         | м. Горлівка          | м. Горлівка с-ще П'ятихатки с-ще Федорівка                                          | 422 км²   |                 |                        |                     |
| 2  | Вуглегірська міська рада       | м. Вуглегірськ       | м. Вуглегірськ с-ще Булавине с-ще Грозне с-ще Каютине с-ще Ступакове с-ще Савелівка |           |                 | 11940 осіб             |                     |
| 3  | Дебальцівська міська рада      | м.Дебальцеве         | м.Дебальцеве                                                                        |           |                 |                        |                     |
| 4  | Єнакієвська міська рада        | м. Єнакієве          | м. Єнакієве с. Авіловка с. Шапошникове                                              | 252 км²   |                 | 162 778 осіб           |                     |
| 5  | Юнокомунарівська міська рада   | м. Бунге             | м. Бунге с-ще Дружне                                                                |           |                 | 18525 осіб             |                     |
| 6  | Жданівська міська рада         | м. Жданівка          | м. Жданівка с-ще Вільхівка с-ще Молодий Шахтар                                      | 4,53 км²  |                 | 13266 осіб             |                     |
| 7  | Шахтарська міська рада         | м. Шахтарськ         | м. Шахтарськ с-ще Вікторія с-ще Гірне с-ще Дорофієнко с-ще Зарічне с-ще Кищенко     | 51 км²    |                 | 71 658 осіб            |                     |
| 8  | Гольмівська селищна рада       | с-ще Гольмівський    | с-ще Гольмівський                                                                   |           |                 | 7858 осіб              |                     |
| 9  | Софіївська селищна рада        | с-ще Софіївка        | с-ще Софіївка с. Новоселівка с-ще Старопетрівське                                   |           |                 | 12106 осіб             |                     |
| 10 | Пантелеймонівська селищна рада | с-ще Пантелеймонівка | с-ще Пантелеймонівка с. Рясне                                                       |           |                 | 8040 осіб              |                     |
| 11 | Корсунська селищна рада        | с-ще Корсунь         | с-ще Корсунь с. Верхня Кринка с. Петрівське с. Путепровід с. Шевченко с-ще Щебенка  |           |                 | 3919 осіб              |                     |
| 12 | Контарнівська селищна рада     | с-ще Контарне        | с-ще Контарне с-ще Куликівське                                                      |           |                 | 3 105 осіб             |                     |
| 13 | Сердитенська селищна рада      | с-ще Сердите         | с-ще Сердите с-ще Дубове с-ще Лобанівка                                             |           |                 | 2 271 особа            |                     |
| 14 | Стіжківська селищна рада       | с-ще Стіжківське     | с-ще Стіжківське с-ще Вінницьке с-ще Чумаки                                         |           |                 | 4 758 осіб             |                     |
| 15 | Озерянівська сільська рада     | с-ще Озерянівка      | с-ще Озерянівка с. Михайлівка с-ще Ставки с-ще Широка Балка                         |           |                 | 2292 особи             |                     |

* Примітки: м. — місто, с-ще — селище, смт — селище міського типу, с. — село